# Zakir Hasanov
Zakir Asker oghlu Hasanov (ázerbájdžánsky Zakir Əsgər oğlu Həsənov; * 6. června 1959 Astara, Ázerbájdžánská SSR) je ázerbájdžánský politik a generálplukovník, který je od roku 2013 ministrem obrany Ázerbájdžánu.

## Mládí a vzdělání
Narodil se 6. června 1959 v okrese Astara. V roce 1980 absolvoval Bakuské vyšší vševojskové velitelské učiliště Nejvyššího sovětu Ázerbájdžánské SSR jako dělostřelecký důstojník a poté sloužil pět let v sovětských ozbrojených silách ve východním Německu. Poté strávil dalších osm let na Altajském vojenském registračním a náborovém úřadě Sibiřského vojenského okruhu jako součást Ministerstva obrany SSSR.

## Politická kariéra
Po pádu Sovětského svazu sloužil deset let v pohraničních jednotkách Ministerstva národní bezpečnosti Ázerbájdžánu. Poté byl povýšen na náčelníka úřadu pro mezinárodní vztahy Státní pohraniční služby, než byl prezidentským dekretem dne 17. ledna 2003 jmenován náměstkem ministra vnitra a velitelem vnitřních vojsk, když byl o čtyři měsíce později povýšen do hodnosti generálmajora.
Dříve byl náměstkem ministra vnitra.

### Ministr obrany

#### Konflikt v Náhorním Karabachu
Po nástupu do funkce ministra obrany učinil prohlášení týkající se konfliktu v Náhorním Karabachu. To zahrnovalo prohlášení, že ázerbájdžánská armáda byla silná a disciplinovaná na rozdíl od arménské armády a že "situace v arménských ozbrojených silách je katastrofální. V případě války vojáci této země uniknou z bitevního pole."  Řekl také Evropské unii, že jeho země bude podporovat mírové osvobození svých území, ale zdůraznil, že Ázerbájdžán si vyhrazuje právo osvobodit "svá okupovaná území". Stalo se tak ve stejnou dobu, kdy mu zvláštní zástupce EU pro Zakavkazko Philippe Lefort poblahopřál k jeho jmenování.
Během dubnové války v roce 2016 Hasanov uvedl, že pokud ostřelování ázerbájdžánských osad arménskými silami neustane, Ázerbájdžán zváží zahájení dělostřeleckého bombardování Stěpanakertu. V dubnu 2019 Hasanov varoval, že "pokud Arméni přejdou do ofenzívy, dá mi to příležitost setkat se s ním arménským ministrem obrany Davidem Tonojanem v Jerevanu", což naznačuje ozbrojený vpád.

#### Reprezentativní funkce
V říjnu 2017 se v hlavním městě Nachičevanské autonomní republiky konala posádková vojenská přehlídka Nachičevanské posádky na počest 25. výročí založení první vojenské jednotky Národní armády, které se jménem národní vlády zúčastnil ministr obrany Hasanov. V červnu a září 2018 velel přehlídkám Dne ozbrojených sil a Dne osvobození na náměstí Azadliq, přičemž posledně jmenovaný připomínal sté výročí bitvy u Baku. Hasanov reprezentoval Ázerbájdžán na přehlídce 2019 Pakistan Day Parade v Islámábádu. Dne 2. července 2019 navštívila delegace vedená Hasanovem na pokyn prezidenta Alijeva Kimu Davidovičovou (matku bělorusko-ázerbájdžánského vojáka Anatolije Nikolajeviče Davidoviče), když byla léčena v klinické nemocnici v Minsku, v předvečer jeho účasti na oslavách na počest 75. výročí minské ofenzívy. Kvůli pandemii COVIDU-19 zastupoval prezidenta Alijeva na moskevské přehlídce ke Dni vítězství 2020 na Rudém náměstí.

## Osobní život
Je ženatý a má tři děti. Hovoří plynně německy, anglicky, rusky a turecky.